# Équipe cycliste NGC Medical-OTC Industria Porte
L'équipe cycliste NGC Medical-OTC Industria Porte (connue également sous le nom d'OTC Doors-Lauretana) est une ancienne équipe de cyclisme sur route italo-suisse, active de 2006 à 2008. L'équipe est fondée en 2006 et intègre le groupe des équipes continentales. En 2007, elle devient une équipe continentale professionnelle. Elle participe aux circuits continentaux de cyclisme, en particulier l'UCI Europe Tour. À l'issue de la saison 2008, elle fusionne avec l'équipe chypriote A-Style Somn.

## Histoire de l'équipe
L'équipe OTC Doors-Lauretana naît en 2006 parmi les équipes continentales. En 2007, elle intègre le groupe des équipes continentales professionnelles. Elle est basée en Italie et enregistrée en Suisse.
En 2008, elle dispute sa dernière saison avant d'arrêter. Elle fusionne avec l'équipe chypriote A-Style Somn.

## Principales victoires

### Classiques
- Memorial Marco Pantani : Enrico Rossi (2008)
- Tour du Jura : Massimiliano Maisto (2008)

### Championnats nationaux
- Championnat d'Ukraine sur route : 1
  - Course en ligne : 2007 (Volodymyr Zagorodny)

## Classements UCI
À partir de 2006, l'équipe participe aux circuits continentaux et principalement à des épreuves de l'UCI Europe Tour. Le tableau ci-dessous présente les classements de l'équipe sur les différents circuits, ainsi que son meilleur coureur au classement individuel.
UCI Asia Tour
| Saison | Classement par équipes | Meilleur coureur au classement individuel |
| ------ | ---------------------- | ----------------------------------------- |
| 2007   | 33e                    | Enrico Rossi (108e)                       |
| 2008   | 25e                    | Volodymyr Zagorodny (118e)                |

UCI Europe Tour
| Saison | Classement par équipes | Meilleur coureur au classement individuel |
| ------ | ---------------------- | ----------------------------------------- |
| 2006   | 99e                    | Raffaele Ferrara (22e)                    |
| 2007   | 28e                    | Volodymyr Zagorodny (66e)                 |
| 2008   | 21e                    | Francesco Reda (57e)                      |

## NGC Medical-OTC Industria Porte en 2008

### Effectif
| Coureur             | Date de naissance | Nationalité | Équipe 2007                                |
| ------------------- | ----------------- | ----------- | ------------------------------------------ |
| Silvère Ackermann   | 30.12.1984        | Suisse      | SCO Dijon Lapierre                         |
| Laurent Beuret      | 24.06.1986        | Suisse      | SCO Dijon Lapierre                         |
| Piergiorgio Camussa | 25.09.1981        | Italie      |                                            |
| Donato Cannone      | 16.02.1982        | Italie      |                                            |
| Marco Cattaneo      | 05.06.1982        | Italie      | Néo-professionnel (Pagnoncelli Ngc Perrel) |
| Marco Corsini       | 24.02.1981        | Italie      | Tenax                                      |
| Massimiliano Maisto | 27.08.1980        | Italie      |                                            |
| Diego Nosotti       | 26.07.1982        | Italie      | Ex-professionnel                           |
| Francesco Reda      | 19.11.1982        | Italie      |                                            |
| Bruno Rizzi         | 03.11.1983        | Italie      | Néo-professionnel (Pagnoncelli Ngc Perrel) |
| Enrico Rossi        | 05.05.1982        | Italie      |                                            |
| Konstantin Schubert | 03.05.1982        | Allemagne   | Team Regiostrom - Senges                   |
| Alessio Signego     | 11.12.1983        | Italie      |                                            |
| Francesco Tizza     | 24.02.1981        | Italie      |                                            |
| Stefan Trafelet¹    | 23.03.1984        | Suisse      | Néo-professionnel (VC Mendrisio)           |
| Volodymyr Zagorodny | 27.06.1981        | Ukraine     |                                            |

¹ jusqu'au 10/09

### Victoires
| Date       | Course                       | Pays   | Classe | Vainqueur           |
| ---------- | ---------------------------- | ------ | ------ | ------------------- |
| 22/04/2008 | 1re étape du Tour du Trentin | Italie | 2.1    | Volodymyr Zagorodny |
| 07/06/2008 | Mémorial Marco Pantani       | Italie | 1.1    | Enrico Rossi        |
| 05/07/2008 | Tour du Jura                 | Suisse | 1.2    | Massimiliano Maisto |